# Kampania w Kentucky

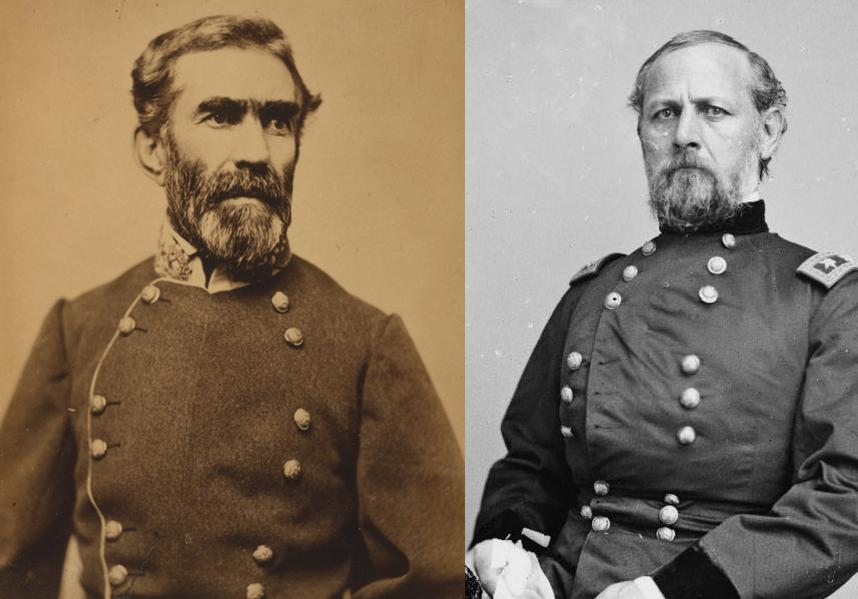
Generał Konfederacji Braxton Bragg oraz Unii Don Carlos Buell – dowódcy naczelni

Konfederacka Ofensywa na Centrum lub Kampania w Kentucky – seria manewrów i potyczek we wschodnim Tennessee oraz Kentucky w 1862 r. podczas wojny secesjnej. Od czerwca do października, siły konfederatów pod dowództwem gen. Braxtona Bragga oraz Edmunda Smitha dokonały szeregu manewrów mających na celu uderzenie na flankę federalnej armii Ohio oraz przeciągnięcie stanów granicznych na stronę secesjonistów. Mimo że południowcy odnieśli początkowo kilka zwycięstw, ich pochód został ostatecznie zastopowany pod Perryville, pozostawiając Kentucky w rękach Unii.

## Tło
Walki Unii na zachodnim froncie wojny nabrały w 1862 roku impetu. Rzeki Tennessee oraz Cumberland zostały otworzone dla okrętów armii Unii po zwycięstwach pod Fort Henry i Fort Donelson w lutym. Węzeł kolejowy w Corinth został ewakuowany przez Konfederatów, co wydało większą część zachodniego Tennessee w ręce Unii. Nowy Orlean, największe miasto południa, zostało zdobyte przez admirała Davida Farraguta. Vicksburg stał się ważnym strategicznie celem dla dowódców Północy, jako że zachodni konfederaci „zostali przycięci do pojedynczej drogi [kolejowej], biegnącej na wschód od Vicksburga.” Obrona bastionu konfederackiego na Missisipi stała się priorytetem dla głównego dowództwa Południa. Generał Braxton Bragg zdecydował odwrócić uwagę unionistów od Vicksburga oraz Chattanoogi, którym zagrażały siły Dona Carlosa Buella, najeżdżając Kentucky.

## Kampania
Wojska Konfederacji
     Wojska Unii

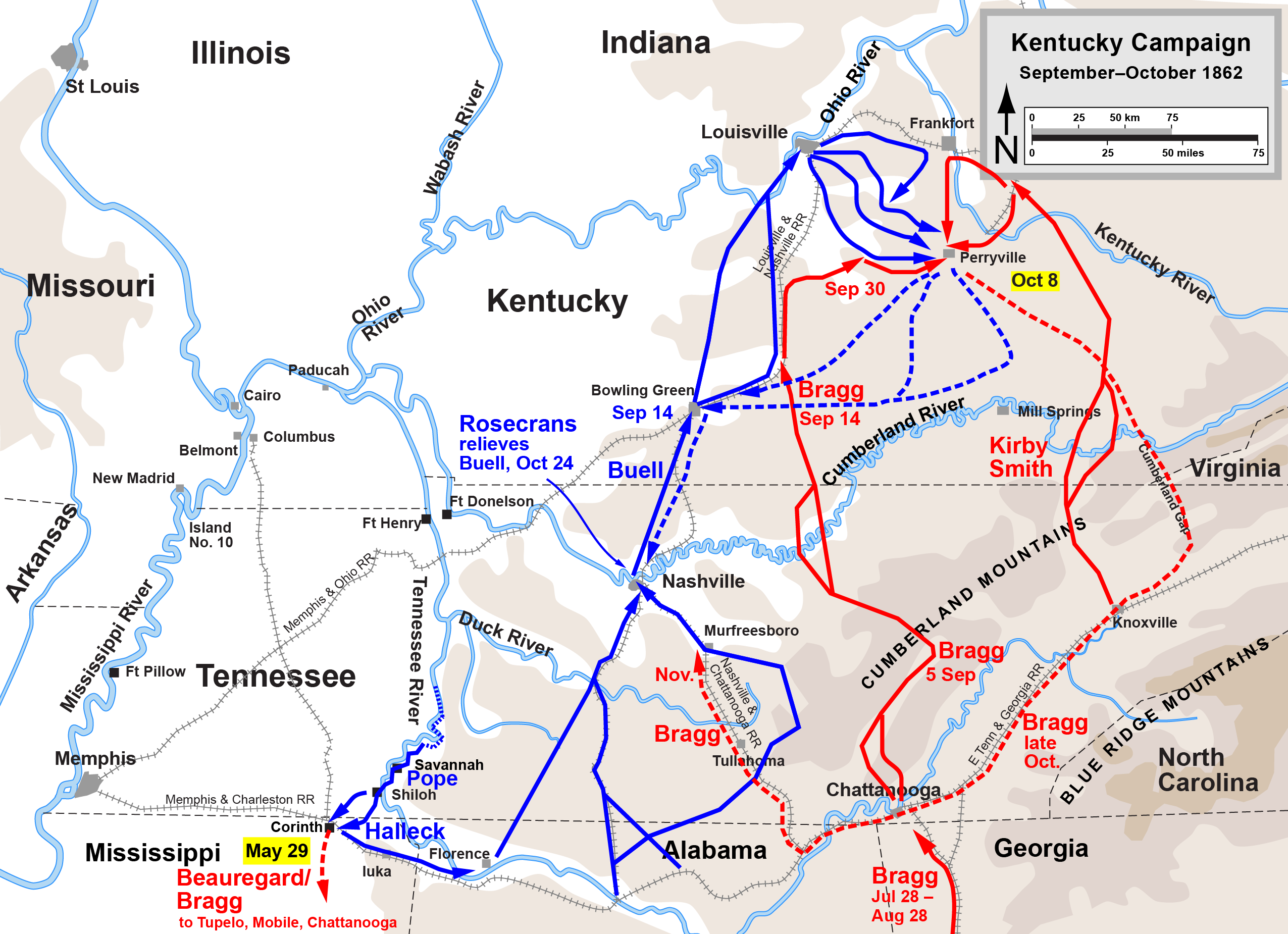
Zachodni teatr walk od oblężenia Corinthu do Kampanii w Kentucky.
Wojska Konfederacji
Wojska Unii

W sierpniu 1862 r. generał Braxton Bragg najechał Kentucky, chcąc pozyskać popleczników dla sprawy separacjonistów oraz zaangażować siły gen. dyw. Dona Carlosa Buella, stacjonujące nad rzeką Ohio. Bragg przetransportował piechotę koleją z Tupelo do Chattanoogi, podczas gdy kawaleria i artyleria podążały drogami. Lokując siły w Chattanoodze, zastopował pochód Buella.

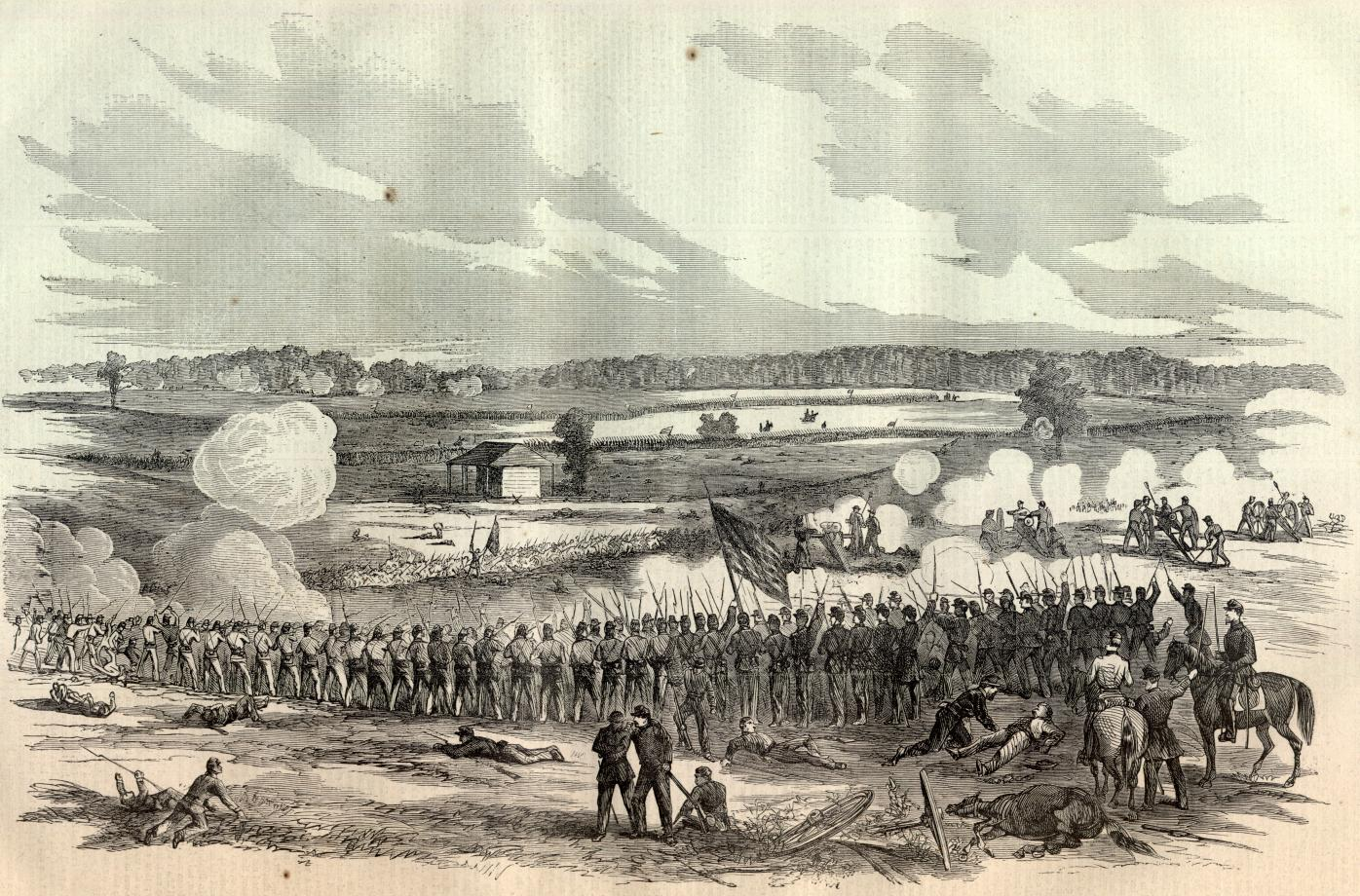
Bitwa pod Perryville, jak sportretowano ją 1 listopada 1862 r. w Harper’s Weekly.

Kiedy oddziały konfederatów zebrały się, Bragg chciał uderzyć na północ, by zająć Kentucky wraz z gen. br. Edmundem Kirby Smithem, który dowodził oddzielnymi siłami, ze sztabem w Knoxville. Pod Munfordville udało im się schwytać 4000 jeńców, a z kolei skrzydło armii pod generałem Polkiem odniosło zwycięstwo nad Buellem pod Perryville. Kirby Smith próbował namówić Bragga, aby wydał Buellowi walną bitwę, na co ten początkowo przystał, jednakże dowiedziawszy się o porażkach Earla Van Dorna i Sterlinga Price’a pod Corinth oraz Roberta E. Lee w kampanii Marylandzkiej, zadecydował o odwrocie. Jak zanotował obserwator, „wahanie i niepewność”, jakie wykazał Bragg „wydały się po prostu zatrważające dla Smitha, Hardee'ego oraz Polka”.

## Pokłosie
mimo że kampania w Kentucky była przegrana, a Bragg krytykowany przez gazety oraz własnych podwładnych, Polka i Hardee'ego, wojska Unii potrzebowały ponad roku, aby odzyskać stracone pozycje w Alabamie oraz środkowym Tennessee. Odpowiedzialnością, według historyków, należy obarczyć sztab generalny, nie mogący skoordynować działań Bragga i Kirby'ego